# North Shore (TV-serie)
North Shore är en amerikansk TV-serie som visades på Fox under bästa sändningstid, varje måndag från 2004 till och med 2005.

## Bakgrund
Serien handlar om personalen och gästerna på det fiktiva lyxhotellet Grand Waimea Hotel and Resort på O'ahu i Hawaii. Namnet Grand Waimea valdes för att efterlikna namnet på det femstjärniga hotellet Grand Wailea, beläget vid Mauis sydvästra kust. Största delen av North Shore spelades dock in på hotellet Turtle Bay Resort. Produktionsbolaget hade åtagit sig att spela in 13 avsnitt, och det första sändes 14 juni 2004. Sammanlagt kom 21 avsnitt att spelas in, och det sista sändes 13 januari 2005. Efter att North Shore lagts ned auktionerade man ut 515 objekt från inspelningarna på Diamond Head Film Studios i Honolulu.
I Sverige har serien visats av TV3.